# Molophilus tersus
Molophilus tersus är en tvåvingeart som beskrevs av Alexander 1931. Molophilus tersus ingår i släktet Molophilus och familjen småharkrankar. Inga underarter finns listade i Catalogue of Life.